# Legio XV Apollinaris
Legio XV Apollinaris is een door Octavianus opgericht legioen gewijd aan Apollo en vermoedelijk ontstaan rond 41 of 40 v.Chr. Na de slag bij Actium is ze in Illyricum gelegen. Sinds 9 n.Chr. ligt ze in de nieuw gevormde provincia Pannonia, misschien in Emona. Vanaf 14 n.Chr. vindt ze waarschijnlijk haar standplaats in Carnuntum. Daar zal ze op aanstichting van een zekere Percennius, samen met het Legio VIII Augusta en Legio IX Hispana, in opstand komen bij het horen van het heengaan van Augustus. Tiberius' zoon Drusus minor slaagt er echter in de opstand neer te slaan.

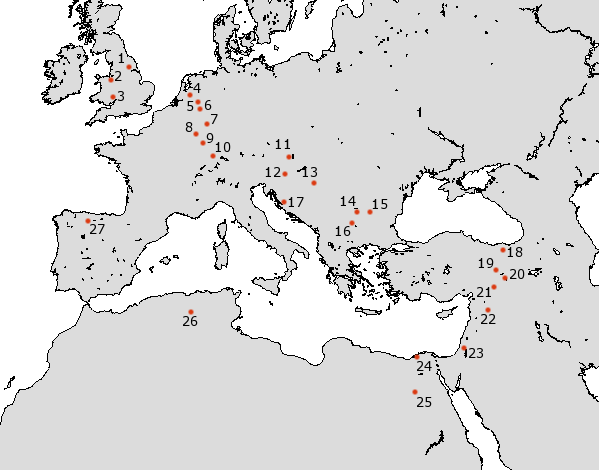
Situering van Legio XV Apollinaris (11) in Carnuntum in 80.

In 62 of 63 n.Chr. wordt ze naar Syria verlegd, waar ze van 66 tot 70 deelneemt aan de Joodse oorlog, onder leiding van Titus, samen met V Macedonica, X Fretensis en XII Fulminata. Hierna keert ze terug naar de Donaustreek. Enkel afdelingen strijden mee in de Dacische oorlogen van Traianus, waarna het gehele legioen verplaatst wordt om mee te vechten in de Romeins-Parthische oorlogen in het oosten. Uiteindelijk wordt ze te Satala in Cappadocia gelegerd.

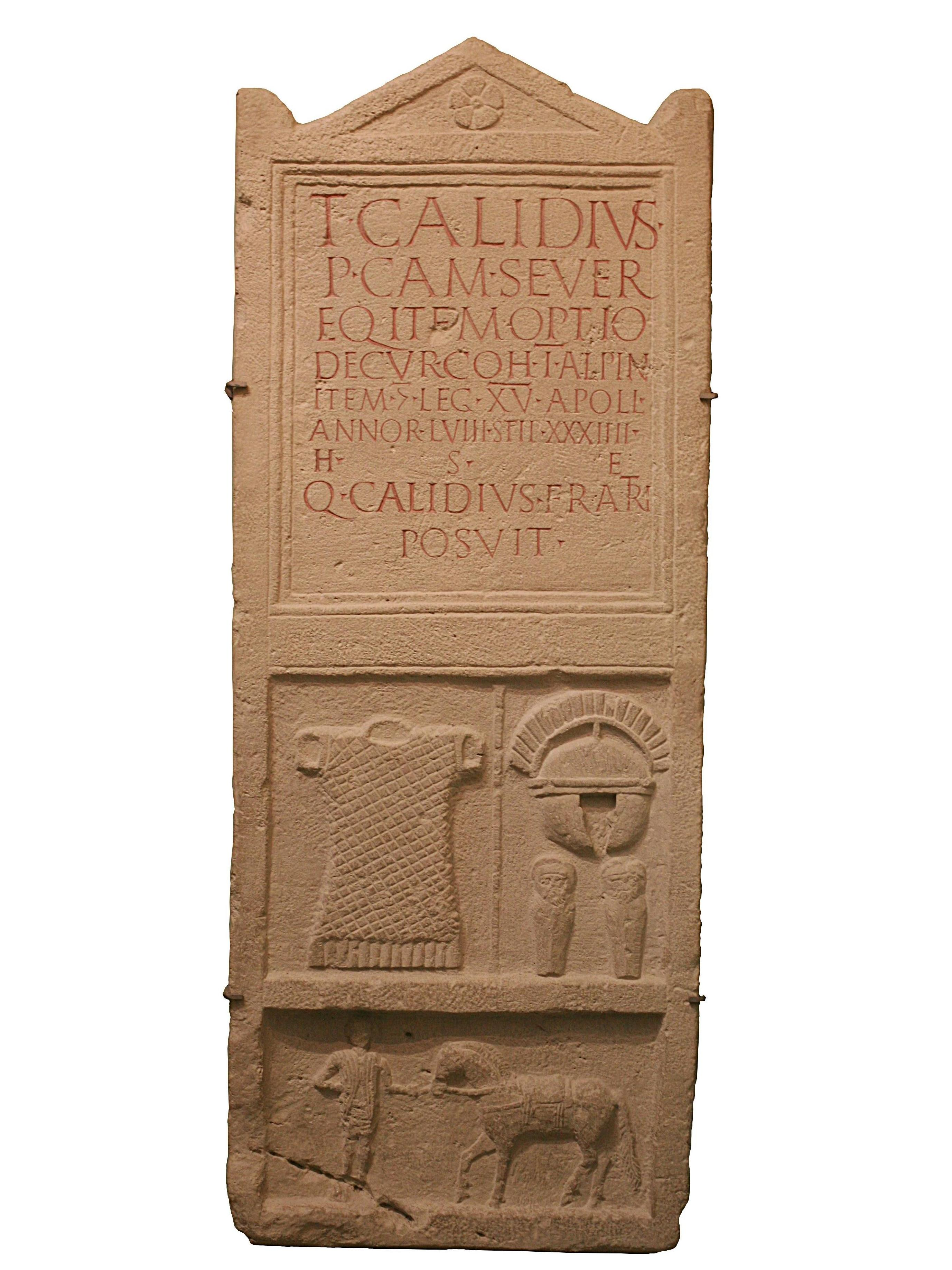
Grafsteen van de centurio Titus Calidius van het Legio XV Apollinaris in Carnuntum.

In 175 n.Chr. laat Avidius Cassius, de stadhouder van Syria, zich tegen Marcus Aurelius als keizer uitroepen. Het Legio XV Apollinaris blijft de keizer trouw en krijgt na het neerslaan van de opstand de bijnamen Pia Fidelis.